# Wolfgang Zeiske
Wolfgang Zeiske (* 30. Mai 1920 in Moys; † 6. November 1975 in Augustenberg bei Krakow am See) war ein deutscher Schriftsteller. 

## Leben und Werk
Zeiske war der Sohn eines Tierarztes. Nach dem Abitur studierte er von 1938 bis 1940 an der Schlesischen Friedrich-Wilhelms-Universität Breslau Germanistik, Geschichte, Philosophie, Psychologie und Kunstgeschichte. Das Studium konnte er nicht abschließen, weil er 1940 zur Wehrmacht eingezogen wurde und als Soldat am Zweiten Weltkrieg teilnehmen musste. Nach der Entlassung aus der Kriegsgefangenschaft arbeitete er in Görlitz, Reichenbach und Rostock als Lehrer. Daneben schloss er in Rostock und Berlin sein Studium ab. Danach war er Lehrer an den Oberschulen in Güstrow und Lübz. Ab 1954 arbeitete er als freischaffender Schriftsteller, wobei er mit Tier- und Jagdgeschichten begann. In seinem Roman Flucht ins Feuer (Verlag der Nation, 1961) setzte er sich mit dem Nazi-Regime und mit seinen eigenen Kriegserlebnissen auseinander.
Zeiske schrieb auch Ratgeber und fischkundliche Bücher, die sich an Angler richteten, und Kriminalromane. Viele seiner Bücher wurden in der DDR wiederholt aufgelegt.
Das Arbeitszimmer von Wolfgang Zeiske im Gutshaus in Hinrichshof wurde vom Landkreis Güstrow in die Denkmalliste des Kreises aufgenommen.

## Werke (Auswahl)
- Im Zauber des Fischwassers! Kinderbuchverlag, Berlin 1955.
- Waffe und Schuss, Berlin 1956
- Angle richtig! Sportverlag, Berlin 1959.
- In Wald und Moor, Schwerin 1960
- Handbuch des Angelsports. Sportverlag, Berlin 1962.
- Fische und Gewässer von A bis Z, Berlin 1963
- Esox, der Räuber vom Waldsee. Kinderbuchverlag, Berlin 1964.
- Das grosse Buch vom Wald. Kinderbuchverlag, Berlin 1964.
- Förster Grünrock erzählt von den Tieren des Waldes. Kinderbuchverlag, Berlin 1965.
- Meeresangeln. Sportverlag, Berlin 1966.
- Förster Grünrock erzählt von den Tieren in Park und Aue. Kinderbuchverlag, Berlin 1965.
- Fahrten und Abenteuer des Chalihl-Effendi. Aus dem Leben von Alfred Edmund Brehm. Kinderbuchverlag, Berlin 1968
- Dolchkralle. Kinderbuchverlag, Berlin 1968.
- Grimbart. Kinderbuchverlag, Berlin 1968.
- Fisch- und Gewässerkunde. Sportverlag, Berlin 1973.
- Förster Grünrock erzählt von den Pflanzen des Waldes. Kinderbuchverlag, 1973.
- Döbel, Rapfen, Aland. Sportverlag, Berlin 1975.

Kriminalromane
- Der Tote von Mödenburg. Buchverlag Der Morgen, Berlin 1964.
- Spuren im Schilf. Sportverlag, Berlin 1965.
- Gehört der Täter zur Mannschaft? Sportverlag, Berlin 1966.
- Schüsse in der Heide. Buchverlag Der Morgen, Berlin 1967.